# Ван Шень
Ван Шень (1036 — 1093) — китайський аристократ, значний художник, політик часів династії Північна Сун.

## Життєпис
Народився у 1036 році в області Тайюань (у сучасній провінції Шеньсі). Походив з давнього аристократичного роду. Ван Шень одружився з принцесою крові — донькою імператора Ін-цзуна (1064—1067). Після цього отримав значне володіння і деякий час обіймав одну з високих державних посад, зокрема посаду військового губернатора (юйші) провінції Лічжоу (на півдні сучасної провінції Шеньсі). Спорідненість з імператорським двором і високий суспільний статус не вберегли його від опали, що спонукала Ван Шеня відмовитися від політичного життя, державної кар'єри і повністю присвятити себе вивченню класичної літератури, колекціонуванню творів мистецтва та живопису.
Він став одним з перших представників столичної знаті, що встановив особисті дружні контакти з такими найбільш уславленими представниками школи «художників-літераторів» (веньжень хуа), як Су Ши (Су Дунпо), Лі Гун-лін та Мі Фу. Спочатку Ван Шень належав до числа найбільш консервативно налаштованих столичних майстрів і поціновувачів живопису. Не будучи студентом Академії живопису, Ван Шень пройшов навчання безпосередньо у Го Сі, провідного на той момент художника-академіста. Останні роки провів за написанням пейзажів. Сконав у 1093 році.

## Творчість
Був під впливом так званого панорамно—монументального стилю, схилявся перед манерою відомого майстра Лі Чена. Крім того, Ван Шень перебував під певним впливом «золото—бірюзового стилю» (цзіньбі-фа 金碧 法, «правила золота і бірюзи») — академічного пейзажу епохи Тан. Найхарактернішим твором «академічного» етапу творчості Ван Шеня є сувій «Юй цунь сяо Сюе цзин ту» («Рибальське село під першим снігом», 44,5 х219 см, шовк, туш, Музей Гугун, Пекін), який має чітку діагональну будову, за якої уся права частина полотна заповнена «стіною» піків, що здіймаються у височінь. На передній план винесено зображення сосни (копіює манеру живопису дерев Лі Чена), яка виступає в ролі меридіана, позначаючи центральну вертикаль сувою. На лівій стороні картини шириться водний простір, облямований гірським ланцюгом — «осцилограмою» химерно—фантазійних силуетів на задньому плані.
Зовсім інакше виглядає інша картина Ван Шеня — «Янь цзян де чжан ту» («Річка в тумані і застиглі піки», 45,3 х165, 5 см, шовк, туш, Шанхайський художній музей), написана за мотивами віршів Су Ши, що знаменувало перехід до творчості «митців-літераторів». Цей сувій категорично суперечить усім академічним принципам. Приблизно дві третини його займає вільний простір, що дає враження густої туманної пелени. У лівій частині композиції розміщені гори, вкриті деревами, які, немов скелястий острів, виступають з туманної або водної гладі й здаються примарним міражем на кшталт гір на картинах Мі Фу.
Збереглися відомості про створення Ван Шенем пейзажних композицій у манері Лі Чена, але виконаних в монохромного техніці. Проте Ван Шень зумів виробити свій власний стиль, який неможливо звести до манери сучасних йому художників чи майстрів минулого. Визнання здобули також його мальовничі роботи у жанрі «живопису бамбука» (мо-Чжу, «бамбук, намальований тушшю»), в яких художник орієнтувався на стилістику Вень Туна, виявляючи при цьому віртуозне володіння класичними прийомами пензля.
Окрім того, Ван шень був одним з визначних представником жанру «живопису сановників і аристократів» (шідафу хуа). Спадщина Ван шеня дозволяє простежити еволюцію не тільки його власної живописної манери, але і зазначеного напряму в цілому.